# پنج شکار کوچک

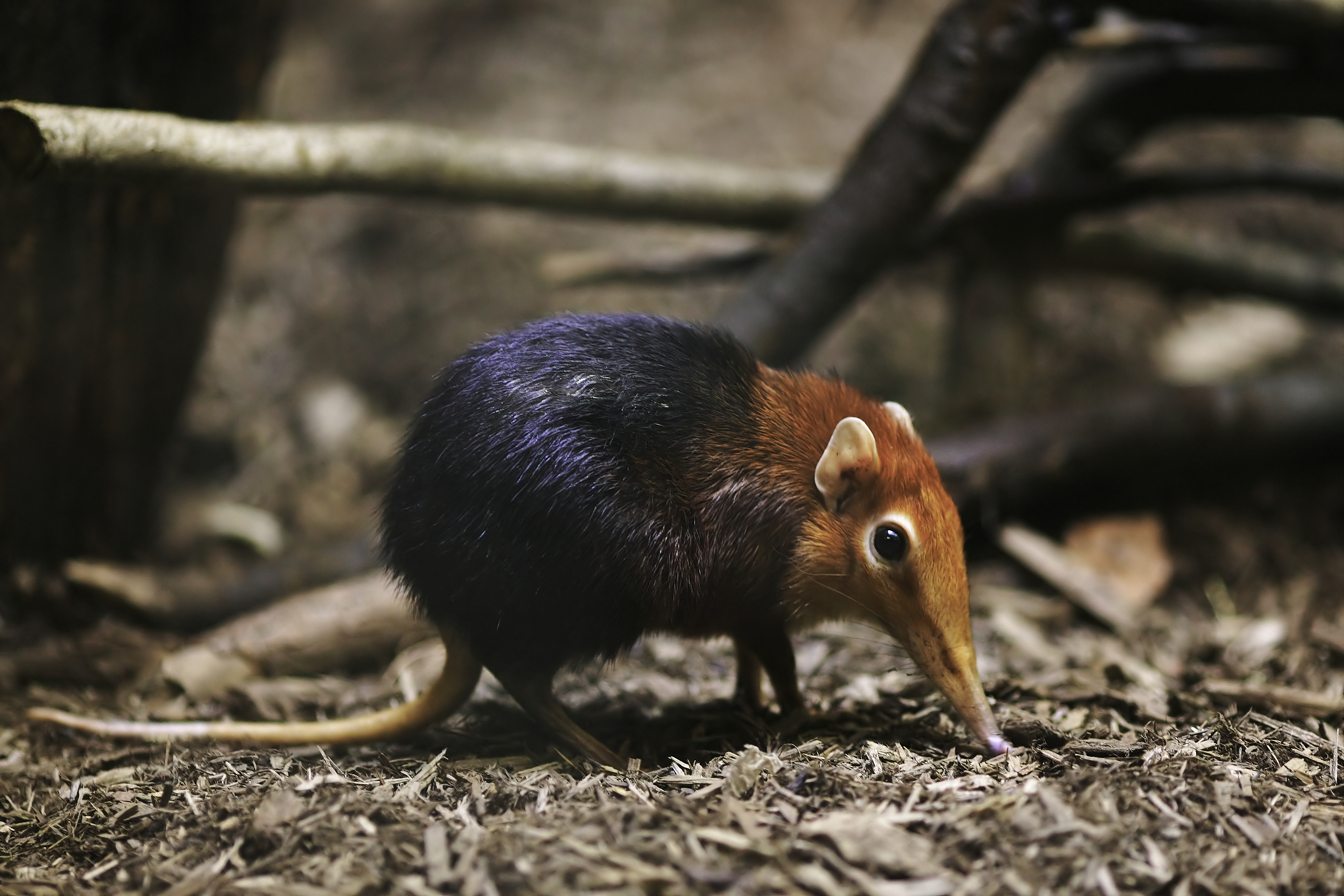
Rhynchocyon petersi، گونه‌ای از حشره‌خوار فیلی

در آفریقا، پنج شکار کوچک (به انگلیسی: Little five game)، به پنج گونهٔ زیر اشاره می‌شوند:
- حشره‌خوار فیلی
- جولای گاومیشی نوک‌سرخ
- لاک‌پشت پلنگی
- مورچه‌گیر
- سوسک کرگدنی

اصطلاح پنج کوچک پس از موفقیت بازاریابی پنج شکار بزرگ برای گردشگری سافاری‌های در آفریقای جنوبی زنده شد. این امر سبب شد که حافظان طبیعت از بازدیدکنندگان دعوت کنند تا جانوران کوچک‌تر و کمتر مورد توجه، اما همچنان ناشناختهٔ ساوانا (به نام بوشولد در آفریقای جنوبی) را بشناسند.
گونه‌های «پنج کوچک» از نظر اندازه نسبی جانوران کاملاً متضاد هستند، که آنها بخشی از نام انگلیسی خود را با «پنج بزرگ» شناخته‌شده‌تر به اشتراک می‌گذارند.